# Vieillissement de l'Europe

Pays du monde selon leur taux de natalité en 2017.

Le vieillissement de l'Europe est un phénomène démographique et sociétal caractérisé par une baisse du taux de fécondité, une baisse du taux de mortalité et une espérance de vie grandissante en Europe.
Ce vieillissement entraîne une baisse du pourcentage d'Européens dans la population mondiale qui devrait s'amplifier au cours des quatre prochaines décennies. Il est aussi à l'origine de l'augmentation de la population âgée et donc de problèmes se rapportant à la main-d'œuvre. Ainsi la population européenne en âge de travailler constitue, en 2005, 11,9 % de la population active mondiale mais elle pourrait passer à seulement 6,4 % en 2050. Ce phénomène pourrait conduire à un déclassement de l'Europe et de son importance (notamment économique) dans le monde,,.

## Tendances générales
Giuseppe Carone et Declan Costello du Fonds monétaire international ont prévu en septembre 2006 que le rapport du nombre de retraités par celui des actifs en Europe doublera et atteindra 0,54 en 2050,. William H. Frey, chercheur pour la Brookings Institution, prédit que l'âge moyen de la population européenne passera de 37,7 ans (données en 2003) à 52,3 ans en 2050. Au même moment, celui de la population américaine n'atteindra que les 35,4 ans.
L'Organisation de coopération et de développement économiques estime que seuls 39 % des Européens ayant entre 55 et 65 ans travaillent. Si la prédiction de William H. Frey à propos de l'augmentation de l'âge moyen européen est juste, la production économique de l'Europe pourrait radicalement diminuer dans les quarante années à venir.
Le Ministère autrichien des Affaires Sociales signala, en 2006, que la tranche d'âge des 55-64 ans résidant dans l'Union européenne sera plus grande que celle des 15-24 ans en 2010. En 2006, le Comité de politique économique et la Commission européenne ont émis un rapport qui estime que la population active de l'Union européenne diminuera de 48 millions, soit de 16 %, alors que sa population âgée augmentera de 58 millions, soit de 77 %, entre 2010 et 2050.
Le bureau du recensement des États-Unis  estime qu'en 2030 la population active de l'Union européenne diminuera de 14 % par rapport à 2002, et que sa capacité de consommation totale diminuera elle de 7 %.
La mortalité en Europe est élevée durant la pandémie de COVID-19 en raison de la part importante âgée de la population.

## Allemagne

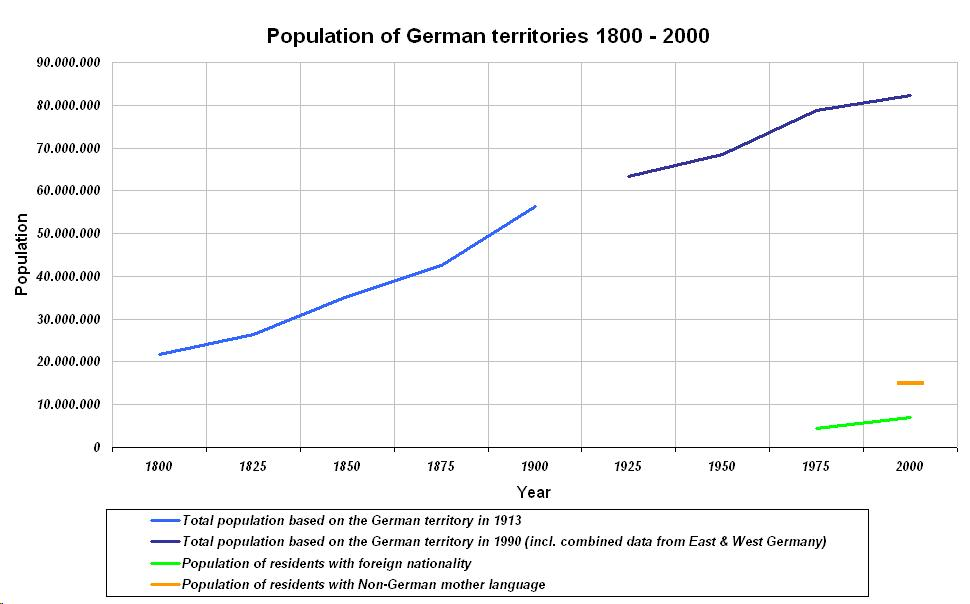
Population des territoires allemands (1800-2000), et population immigrée (1975-2000)

Avec 81,8 millions d'habitants en janvier 2010, l'Allemagne est le pays le plus peuplé de l'Union européenne. Cependant, son taux de fécondité de 1,38 enfant par femme est l'un des plus faibles du monde et les statistiques fédérales estiment que la population sera réduite à 65 ou 70 millions d'habitants en 2060 (65 millions avec un solde migratoire positif de plus de 100 000 personnes par an, 70 millions avec un solde migratoire positif de plus de 200 000 personnes par an).
Avec un taux de mortalité toujours plus fort que son faible taux de natalité, l'Allemagne est, pour l'instant, l'un des rares pays dont la transition démographique s'effectue en cinq temps (au lieu de quatre, traditionnellement). Cette cinquième phase, qui se situe après la mise en place du régime démographique moderne (où c'est la natalité qui influe sur la population et non plus la mortalité), montre le vieillissement et la diminution progressive de la population.
La population allemande décline. La fondation Bauhaus de Dessau-Roßlau a proposé des plans pour démolir et remplacer de nombreux bâtiments par des espaces verts.
La population allemande a augmenté d'environ 90 000 personnes en 2011 grâce à un solde migratoire positif lié à l'arrivée de travailleurs étrangers en provenance des ex-pays de l'Union soviétique, d'Espagne et d'Italie qui a permis de compenser la faible natalité du pays.

## Belgique
Le Fonds monétaire international (F.M.I.) et le Comité d'étude sur le vieillissement, qui dépend du Conseil supérieur des finances (C.S.F.) du Service public fédéral Finances (SPF Finances), ont prévu, en 2007, que la population de la Belgique augmenterait de 5 % d'ici à 2050. Cette hausse serait due à un haut taux de fécondité, à l'immigration et à une espérance de vie élevée. Cependant, l'étude du F.M.I. montre que 25 % à 63 % de cette population globale sera âgée[Quoi ?].
En 2005, le gouvernement belge a dépensé 9,1 % de son produit intérieur brut en pensions de retraite et 7,1 autres pour-cents en soins médicaux. En supposant que l'âge de départ en retraite ne soit pas modifié, le total des dépenses sociales du pays sera 5,8 % plus élevé en 2050. Cette augmentation viendrait plus particulièrement des pensions des retraités qui représenteraient alors 13,0 % de la dépense du P.I.B. et des soins médicaux qui en représenteraient 10,8 % (soient des hausses respectives de 3,9 % et de 3,7 % de 2005 à 2050).
Le manque de main-d'œuvre engendré par le vieillissement sera compensé par le nombre de personnes actuellement en attente d'un travail et fera donc baisser le taux de chômage et les coûts des gardes d'enfant. Le Fonds monétaire international a aussi prévu que le pourcentage de population âgée de plus de 65 ans passerait de 16 % à 25 % en 2050.

## Espagne
En 1970, l'indicateur conjecturel de fécondité de l'Espagne était de 2,9 enfants par femme, soit le plus fort d'Europe occidentale derrière les 3,9 enfants par femme de l'Irlande. Mais le taux de fécondité espagnol chute à 1,26 enfants par femme en 1993 et devient l'avant dernier plus bas devant l'Italie.
En 1999, Rocío Fernández-Ballesteros, Juan Díez-Nicolás et Antonio Ruiz-Torres de l'Université Autónoma de Madrid ont publié une étude sur la démographie de l'Espagne qui prévoit, pour 2020, une espérance de vie de 77,7 ans pour les hommes et de 83,8 ans pour les femmes espagnols. Arup Banerji et l'économiste Mukesh Chawla de la Banque mondiale ont conjecturé en 2007 que la moitié de la population espagnole de 2050 aura plus de 55 ans. L'Espagne enregistrerait ainsi la plus haute moyenne d'âge au monde.

## Europe centrale et Europe de l'Est
La Banque mondiale, dans son rapport de juin 2007 sur le vieillissement de l'Europe de l'Est et de l'ex-Union des républiques socialistes soviétiques, prévoit qu'entre 2007 et 2027, la population d'Ukraine et de Géorgie diminuera respectivement de 24 % et 17 %. La Banque mondiale estime aussi que la classe d'âge des 65 ans et plus passera de 13 % à 21 % de la population totale de la Pologne et de 16 % à 24 % de celle de la Slovénie entre 2005 et 2025.

## France
La France a rattrapé l'Irlande et est, en 2007, le membre de l'Union européenne avec le plus haut indice de fécondité. Si l'augmentation de son taux de natalité continue, la France deviendra le pays de l'U.E. le plus peuplé, avec 75 millions de citoyens en 2050, juste devant l'Allemagne.

## Italie
Pour maintenir son rapport actuel entre retraités et travailleurs, l'Italie doit soit retarder l'âge de la retraite à 77 ans, soit réussir à comptabiliser 2,2 millions d'immigrés par an. Environ 25 % des femmes italiennes n'ont pas d'enfant tandis qu'un autre quart n'a qu'un seul enfant.
C'est en Ligurie, au Nord-Ouest du pays, que le rapport population âgée par population jeune est actuellement le plus fort du monde. Un dixième des écoles de cette région ont fermé au cours de la première décennie du XXIe siècle. La capitale de Ligurie et l'une des plus grandes villes italiennes, Gênes, se dépeuple plus vite que la majorité des autres villes européennes de la même taille. Elle enregistre en effet, à partir de 2005, une mortalité de 13,7 habitants pour 1 000 contre une natalité de 7,7 pour 1 000 par an. Son taux d'accroissement naturel est donc négatif.
Le gouvernement italien a tenté de limiter et d'inverser la tendance en offrant des allocations aux familles ayant des enfants et en cherchant à augmenter l'immigration. Même si la fertilité est restée stagnante, l'immigration a minimisé le manque de main-d'œuvre.
L'Italie est une nation qui a produit plus d'émigrants que d'immigrés pendant des années. Ainsi, des conflits se créent aujourd'hui autour de son nouveau statut de « terre d'accueil ». La Ligue du Nord, parti régionaliste et xénophobe de droite, tient pour responsable les immigrés de la hausse supposée du taux de criminalité et de terrorisme en Italie[réf. souhaitée]. Cette ligue propose également d'interdire la construction de mosquées en Italie, de séparer immigrés et natifs dans les transports en commun ou encore d'empêcher les habitants n'ayant pas la nationalité Italienne d'obtenir l'allocation chômage en Piémont.
Plus de 30 % des Italiens de sexe masculin et de plus de 30 ans vivent au domicile de leurs parents. Ces 30 % n'ont donc pas encore pu fonder une famille, faute de logement. Tommaso Padoa-Schioppa, ancien ministre des Finances sous le gouvernement Romano Prodi II, a donc proposé un allégement fiscal de 1 000 €  pour les jeunes italiens de 20 à 40 ans louants un appartement. Il a présenté son projet lors d'une session au Sénat à propos du budget gouvernemental, qualifiant les jeunes hommes italiens de « bamboccioni » c'est-à-dire de « gros bébés ». Mais Guglielmo Epifani, secrétaire général de la Confédération générale italienne du travail, et l'écrivain Antonio Centanin (dit Aldo Nove) déclarèrent qu'un allégement fiscal n'était pas suffisant pour régler le problème.
Aldo Nove déclare au quotidien Corriere della Sera que « Le loyer d'un appartement il y a 30 ans représentait 25 % du salaire d'un ouvrier. Aujourd'hui, ça représente plus du salaire d'un jeune apprenti. Qu'y a-t-il d'autre à dire ? »,. Le comédien engagé Beppe Grillo a publié sur son blog une lettre où, l'un de ces jeunes hommes vivants avec leurs parents, décrit les raisons économiques pour lesquelles il lui est impossible d'emménager seul dans un appartement : un salaire trop bas pour un loyer trop élevé.

## Portugal
Au Portugal, un recensement en 1994 montrait que 13,1 % de la population avait plus de 65 ans. La moyenne d'âge du pays a augmenté de 8 ans entre le début des années 1980 et la première décennie du XXIe siècle. En 1999, des démographes ont prévu que la population âgée représentera 16,2 % des hommes et 17,6 % des femmes de 2010.
Dans les années soixante, l'espérance de vie d'un homme portugais était réduite par rapport à celle d'un homme d'une des autres nations d'Europe de l'Ouest. En effet, elle était de 61,2 ans contre 77,5 ans pour une femme. À partir de 2006, la moyenne est remontée à 77,7 ans pour les deux sexes.

## Royaume-Uni
Le Royaume-Uni a un indice de fécondité de 1,94 en 2008 selon la Banque mondiale. Parmi les puissances européennes, c'est le taux de fécondité le plus élevé derrière celui de la France, qui est de 2.

## Russie

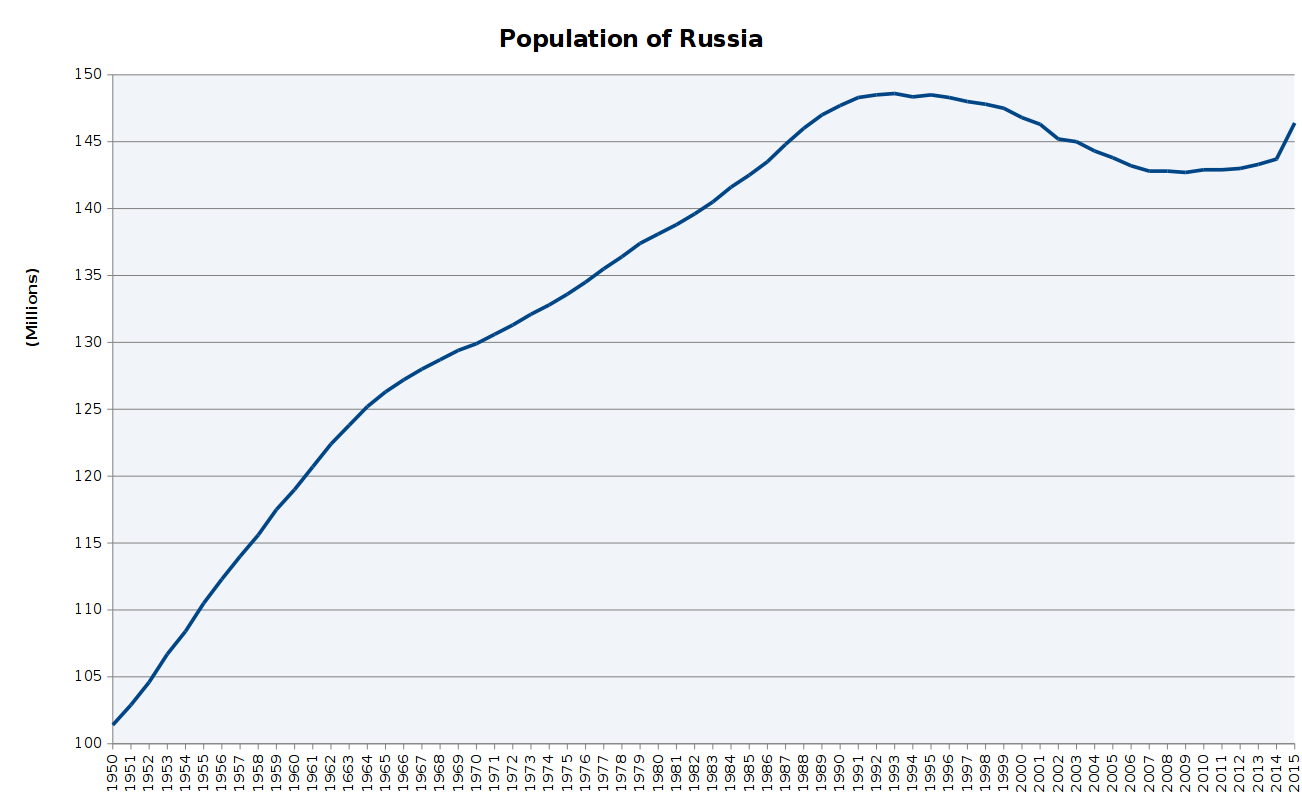
Population de la Russie (en millions) de 1950 à 2013.

La population de la Russie est passée, après un pic de 148 689 000 habitants en 1990, à 143 millions en 2005, enregistrant ainsi une baisse de 4 %. En 2005, la Banque mondiale a prévu, si la tendance ne s'améliore pas, une diminution de 22 % de la population Russe, soit 111 millions d'habitants d'ici à 2050. L'Organisation des Nations unies a également signalé le risque que la population russe diminue d'un-tiers au cours de la première moitié du XXIe siècle.
La baisse démographique en Russie est causée par un indice de fécondité faible et un taux de mortalité très élevé chez les hommes de la tranche active de la population.
En 2012, la Russie connaît un accroissement naturel positif pour la première fois depuis 1992.